# Yūzo Iwakami
Yūzo Iwakami (岩上 祐三?, Iwakami Yūzo; Koga, 28 luglio 1989) è un calciatore giapponese, centrocampista del Sagamihara.

## Carriera
Ha giocato nella prima divisione giapponese.

## Palmarès

### Club

#### Competizioni nazionali
- J2 League: 1

Matsumoto Yamaga: 2018